# Padres lejanos (Chile)
Padres lejanos es un reality show chileno creado por Chilevisión, primer programa de su tipo en el canal. El formato viene del programa español del mismo nombre; Padres lejanos, transmitido por Cuatro el 2012. Chile es el primer país en adaptarlo y, de hecho, tendrá en sus filas a Sarah junto a su padre, una española que provocó gran polémica al abandonar el programa tras un ataque de furia. Esta producción planteó que 12 participantes, 6 padres e hijos deberán solucionar sus problemas en la Región de la Araucanía que se encuentra al sur de Chile. El programa se estrenó el 14 de enero de 2014, bajo la conducción de Francisca García-Huidobro animadora de Primer plano.
El objetivo es sacar a las personas de su hábitat natural, porque ahí se ve realmente de qué están hechos. El programa se grabó en araucanía, un lugar donde no llegan los celulares y hay cero comodidad. Además se muestra el sur de Chile y sus contrastes. Por ejemplo, esos niños que caminan tres horas para llegar al colegio y son felices. Todo eso se espera que provoque cambios en los participantes.

## Formato
12 participantes; 6 padre y 6 hijos con relaciones conflictivas o rotas convivirán juntos en el sur de Chile, específicamente en la Araucanía, para mejorar las relaciones entre padre e hijo/a. Para ello no podrán disfrutar de celulares, TV, etc. Los participantes deben realizar trabajos en el campo, además de asistir a terapias para superar los conflictos y tendrán como objetivo trabajar en equipo en este caso Lonquimay, donde deben trasladar 500 cabezas de ganado.

## Equipo del programa
- Presentador: Francisca García-Huidobro acompaña a las familias en sus procesos y ayuda emocionalmente a los participantes.
- Anfitriones:
  - Johanna Narr, terapeuta experta en problemas familiares.
  - Ignacio Massau, terapeuta social y psicólogo, especialista en adicciones y jóvenes problemáticos. En su haber tiene nueve años de experiencia en instituciones penitenciarias y centros de menores en Argentina.
  - Diego Astorga, será el encargado de enseñarles a los participantes del programa a arrear animales y convivir con ellos.

## Participantes
| Participante        | Edad | Residencia          | Conflicto |
| ------------------- | ---- | ------------------- | --- |
| Sarah Del Río       | 20   | Jaén                | Sarah agrede a sus padres adoptivos, odia a su hermano, no controla su rabia y cuando estalla no sabe parar |
| Antonio Del Río     | 58   | Jaén                | Padre adoptivo de sarah, echó de casa a su hija por agredir a su mujer, no quiere volver a vivir con ella |
| Camila Vergara      | 20   | El Monte            | Esta cansada de que su madre marisel la regañe todo el tiempo, y no olvida que su madre la golpeara hasta los 6 años |
| Marisel Goycolea    | 38   | El Monte            | Cree que camila su hija es una inconsciente, atrevida y no se hace cargo de su hijo |
| Daniela Fernández   | 29   |                     | Describe su infancia como una pesadilla, las constantes peleas de sus padres y la personalidad violenta y agresiva de su padre marcaron su vida hasta el día de hoy.                                                                                                   |
| Roberto Fernández   |      |                     | Él cree que su hija ha cambiado mucho tras convertirse en un personaje farandulero y desaprueba su trabajo, ha dicho públicamente que es una trepadora. Afirma que la culpable de la mala relación con su hija es su exesposa, quien ha envenenado la mente de Daniela |
| Diego Martínez      | 23   | Lo Prado            | Es muy impulsivo, tiene una hija de 5 años y no la quiere, además tiene problemas judiciales por su agresividad |
| María Isabel Marín  | 54   | Lo Prado            | No comprende que su hijo no quiera a su ñieta, tiene miedo de que la agresividad de su hijo pase los límites y la golpee |
| Juan Carquin        | 50   | Pedro Aguirre Cerda | Dice que su hijo es egoísta, flojo, poco colaborador y falta de respeto. Piensa que su exmujer es la culpable de que Francisco sea un caso perdido. |
| Francisco Carquin   | 20   | Pedro Aguirre Cerda | Francisco guarda gran resentimiento hacia su padre, quien nunca fue una figura paterna, Cree que su padre es inmaduro y gasta todo su dinero en alcohol y mujeres. Su mayor tristeza en la vida es haber sido acuchillado por su padre.                                |
| Broderick Ortiz (✝) | 20   | Viña del Mar        | Cree que su madre no asume su orientación sexual, y se siente mal porque su madre lo rechaza |
| Evelyn Calatayud    | 38   | Viña del Mar        | Le da asco su hijo Broderick, se avergüenza de que sea prostituto y quiere que se vaya de su casa. |
| Lucía Jiménez       |      |                     | |
| Nestor Jiménez      |      |                     | |

- Simbología:

     Sigue en la aventura.
     Abandona en la aventura.

## Resumen
| Padre/Madre | Hijo/a            |
| --- | ----------------- |
| Evelyn Calatayud | «Broderick Ortiz» |
| Conflicto:Evelyn es la madre de Broderick, un joven de 20 años que nunca la ha visto como autoridad por haberlo tenido muy joven. Él es homosexual y desde joven le gustó el sexo, luego se dio cuenta de que podía lucrar con su placer. Ella no sabe cómo sacar a su hijo de ese mundo y no tiene las herramientas para que él entienda que eso es malo. Broderick ve su oficio como algo normal y que sólo tiene cosas buenas, pero su madre está desesperada porque vuelva a estudiar y deje los peligros que trae ser prostituto. Broderick falleció en el año 2016. |                   |

| Padre/Madre | Hijo/a          |
| --- | --------------- |
| Antonio Del Río | «Sarah Del Río» |
| Conflicto:Desde que le adoptaron Sara siempre ha sido una chica muy problemática. Con 7 años vivía en Bélmez con sus padres y su hermano. Se tuvieron que ir del pueblo porque ella ya empezaba a dar muestras de un comportamiento muy agresivo. Le pegaba a los maestros, a los niños y robaba a los padres. De hecho con 7 años ya fumaba (tabaco). A los 11 años la llevaron a ella y a su hermano a un centro terapéutico por un problema con la adopción. Sus padres gastaron mucho dinero en abogados para intentar sacarlos pero solo consiguieron sacar a su hermano, porque su comportamiento era mejor. Sarah recuerda ese episodio como una traición de sus padres. Desde entonces salía y entraba constantemente de los centros de menores y en su casa la situación era insoportable. Sarah comenzó a consumir drogas y alcohol de forma incontrolable. La relación con su hermano se volvió cada vez más agresiva lo que hacía que se dividiera la familia, Sara descargó toda su ira en contra de su madre y padre. |                 |

| Padre/Madre | Hijo/a              |
| --- | ------------------- |
| Juan Carquin | «Francisco Carquin» |
| Conflicto:Los padres de Francisco se separaron cuando él tenía dos años, luego de varios episodios de violencia. El hecho que desencadena esto es que Juan, quien en ese tiempo consumía drogas y alcohol, en medio de una fuerte discusión intentó acuchillar a su madre mientras ella estaba embarazada de él. La relación de este padre y su hijo se ha tornado distante, violenta y muy agresiva. Ambos reaccionan ante la más mínima provocación del otro, han cruzado el umbral de la violencia física, llegando Juan a acuchillar a su propio hijo. |                     |

| Padre/Madre | Hijo/a           |
| --- | ---------------- |
| María Isabel Marín | «Diego Martínez» |
| Conflicto:Isabel y Diego comparten una personalidad avasalladora, por lo que al momento de discutir sus enfrentamientos son bastante fuertes. Isabel teme que alguna vez la agreda. Diego pocas veces ordena sus cosas y no aporta mucho a que todo esté bien. Ella le reclama que deja el patio asqueroso después de que trabaja (arregla autos en la parte mecánica) y que no le importa que ella deba esforzarse por tener todo bien. A Isabel le angustia que su hijo aún no tenga estudios superiores y que al parecer, tampoco esté muy comprometido por esto. Él ocupa gran parte de su tiempo en pasarlo bien junto a sus amigos. A ella eso le gusta y la pone feliz, pero a la vez siente que no madura. Diego es un chico que ha tenido diversos episodios de violencia y agresión hacia otras personas. La hija de Diego es un gran tema para Isabel. Vez que se toca el tema ella se aflige. Le gustaría tener una relación más estreche en donde ella pudiera compartir directamente con su nieta, pero él prácticamente le prohíbe que se meta en sus asuntos. |                  |

| Padre/Madre | Hijo/a              |
| --- | ------------------- |
| Roberto Fernández | «Daniela Fernández» |
| Conflicto:Daniela y Roberto no han tenido una relación de padre e hija hace años, Daniela no volvió a ver a su padre desde que él y su madre se separaron hace 13 años. Esta fracturada familia vivió episodios de gran violencia propinada por Roberto a su mujer e hijos. Es una relación distante y casi inexistente, debido a esto Roberto no conoce a su nieto, y según Daniela nunca ha intentado acercarse ni enmendar sus errores. |                     |

| Padre/Madre | Hijo/a           |
| --- | ---------------- |
| Marisel Goycolea | «Camila Vergara» |
| Conflicto:Camila cuenta que desde que nació, con su mamá anduvieron de casa en casa. Vivieron donde su abuela, donde su papá y también en casa de la hermana de su madre. Así fue hasta los 5 años de edad, cuando sus papás se separaron por violencia intrafamiliar. Luego, su mamá conoció a su padrastro, con quien se fueron a vivir a la comuna de El Monte. En ese momento de su vida Camila odió a su mamá con todo su corazón, porque sintió que la alejaba de las personas que ella más amaba, que eran su papá y su abuela. Su papá hoy trabaja vendiendo verduras; ella siempre lo busca y él no le muestra interés. Lo extraña mucho. Desde que llegaron a El Monte, su infancia fue estar sola. Su mamá cayó en una fuerte depresión que la llevó a estar postrada en cama. Pasaba casi todo el día durmiendo, sólo se levantaba para mandarla al colegio, cocinar y trabajar haciendo aseo en una empresa en la tarde. Ahí fue cuando el abuelo de su padrastro tuvo la oportunidad de abusar sexualmente de ella. Camila sentía y veía cómo su mamá trataba de recompensar toda su ausencia llenándola de juguetes, ropa, zapatos y todo lo que ella le pidiera. |                  |

| Padre/Madre    | Hijo/a          |
| -------------- | --------------- |
| Néstor Jiménez | «Lucía Jiménez» |
| Conflicto:     |                 |